# Petar Šuto
Petar Šuto (Imotski, 29. lipnja 1980.) bivši je hrvatski nogometaš koji je igrao na poziciji veznog igrača.
Nogometnu je karijeru započeo u Croatiji iz Zmijavaca igrajući u tamošnjem omladinskom pogonu dok nije prešao u juniore splitskog Hajduka. Potpisao je 4-godišnji profesionalni ugovor te otišao u Mosor. Kasnije je nastupao i za Šibenik, te Posušje, ali se nije vratio u Split već potpisao novi ugovor za NK Imotski.
Nakon toga dolazi u vinkovačku Cibaliju gdje nakon proljetne polusezone zarađuje povratak u redove Hajduka. Već u prvom susretu, protiv irskog Shelbournea (3:2) postiže pogodak. Kasnije je Hajduk ipak ispao, a Šuto nije uspio zadržati mjesto među prvotimcima. Varirao je od tribine, preko klupe do mizerne ili pune minutaže ali ga njegova brzina nije uspjela zadržati na desnom krilu više od 20-ak utakmica u 2 sezone.
Osvaja titulu prvaka Hrvatske 2005. godine, a nakon (ne)igranja u jednoj od najlošijih klupskih sezona, Luka Bonačić, a kasnije i Zoran Vulić ne vide ga u svojim vizijama momčadi za sezonu 2006./07. te seli u BiH, točnije, Posušje. Tamo odrađuje 6 mjeseci, te se vraća u rodni Imotski.
Statistika u Hajduku
| Natjecanje        | Nastupi | Zgoditci |
| ----------------- | ------- | -------- |
| Prvenstvo         | 24      | 1        |
| Kup               | 2       | 0        |
| Superkup          | 1       | 0        |
| Međunarodne       | 2       | 1        |
| Splitski podsavez | 0       | 0        |
| Ukupno            | 29      | 2        |
| Prijateljske      | 23      | 8        |
| Sveukupno         | 52      | 10       |

## Vanjske poveznice
- Nogometni-magazin: statistika